# Зашто жене убијају
Зашто жене убијају (енгл. Why Women Kill) је америчка мрачна комично-драмска веб телевизијска серија коју је створио Марк Чери (Marc Cherry) за Paramount+. Постављена у више временских периода, серија приказује догађаје који воде до смрти, која се дешава након што одговарајући мужеви, три удате жене, изврше прељубу. Премијерно је представљена 15. августа 2019, а њена прва сезона састојала се од 10 епизода. Нешто пре завршетка прве сезоне, серија је обновљена за другу сезону.

## Радња
Серија Зашто жене убијају прати три жене из различитих деценија које су повезане кроз то што су све живеле у истој вили у Пасадени и доживљавале неверство у својим браковима. Бет Ен Стентон (Beth Ann Stanton) остаје задовољна као домаћица 1963. године док не сазна за неверност свог супруга, социјалисткиња Симон Грув (Simone Grove) открива хомосексуалност трећег мужа и започиње властиту везу са млађим мушкарцем 1984. године, иако у отвореном браку 2019. године, адвокат Тејлор Хардинг (Taylor Harding) открива да је њен однос тестиран када њу и њеног мужа почне да привлачи иста жена. Невера у сваком браку покреће низ догађаја који завршавају женом која одузима живот другој особи.

## Улоге и ликови

### 1963
Главни
- Џинифер Гудвин (Ginnifer Goodwin) као Бет Ен Стентон, Робова подређена супруга.[4]
  - Хартлин Хилсман као млада Бет Ен
- Сем Џегер (Sam Jaeger) као Роб Стентон, ваздухопловни инжењер ожењен Бет Ен.[4]
- Сејди Калвано (Sadie Calvano) као Ејприл Ворнер, конобарица која има аферу са Робом.[4]

Споредни
- Алисија Копола (Alicia Coppola) као Шејла Москони, Робова и Бет Енина комшиница и Леоова супруга која се спријатељи са Бет Ен.

- Адам Ферара (Adam Ferrara) као Лео Москони, Робов и Бет Енин комшија и Шејлин супруг.[5]
- Линдзи Крафт (Lindsey Kraft) као Клер, Робова секретарица.

Гости
- Спенсер Герет (Spencer Garrett) као Хал Бурк, Робов шеф.
- Пери Гилпин (Peri Gilpin) као Вивијен Бурк, Халова жена.
- Анали Типтон (Analeigh Tipton) као Мери Власин, комшија Роба и Бет Ен и Ралфова супруга.
- Скот Портер (Scott Porter) као Ралф Власин, комшија Роба и Бет Ен и Мерин насилни супруг.
- Aва Скарола (Ava Scarola) као Емили Стентон, Робова и Бет Енина покојна ћерка.
- Кетрин Кјури (Catherine Curry) као Елси Ворнер, Ејприлина и Робова ћерка која је под старатељством Бет Ен.

### 1984
Главни
- Луси Лу (Lucy Liu) као Симон Грув, двоструко разведена социјалисткиња удата за Карла.[4]
  - Хармони Хе као млада Симон Грув.
- Џек Девенпорт (Jack Davenport) као Карл Грув, Симонин трећи супруг који користи њихову везу да прикрије своју хомосексуалност.[4]

Споредни
- Кејти Финеран (Katie Finneran) као Наоми Харт, богата пријатељица Симон и Томијева мајка удовица.
- Лео Хауард (Leo Howard) као Томи Харт, Наомин син који негује романтична осећања према Симон.[4]
- Ли Јун Ли (Li Jun Li) као Ејми Лин, Симонина ћерка из првог брака.[6]

Гости
- Чарли ДеПју (Charlie DePew) као Бред Џенкинс, Ејмин вереник.
- Кен Гарито (Ken Garito) као полицајац, који Симон замени са проститутком.
- Кристина Естабрук (Christine Estabrook) као Џојс Дабнер, хипохондријска комшиница Симон.
- Филип Ентони-Родригез (Philip Anthony-Rodriguez) као Хектор, Симонин бивши фризер и Карлов геј љубавник.
- Дејл Дики (Dale Dickey) као Руби Џенкинс, Бредова мајка.
- Роберт Крајгед (Robert Craighead) као Двајт Џенкинс, Бредов отац.
- Хејли Хаселхоф (Hayley Hasselhoff) као Пат Џенкинс, Бредова сестра лезбејка.

### 2019
Главни
- Кирби Ховел-Баптист (Kirby Howell-Baptiste) као Тејлор Хардинг, бисексуални, феминистички адвокат у отвореном браку са Ели.[4]
  - Кендал Денис Цларк (Kendall Denise Clark) као млада Тејлор Хардинг.
- Александра Дадарио (Alexandra Daddario) као Џејд / Ирена Табачник, Тејлорина бисексуална љубавница.[4]
- Рид Скот (Reid Scott) као Ели Коен, сценариста у отвореном браку са Тејлор.[4]

Споредни
- Кевин Данијелс (Kevin Daniels) као Ламар, Елијев агент.
- Кевин МекНамара (Kevin McNamara) као Дјук, Џејдин бивши дечко.

Гости
- Саида Арика Екулона (Saidha Arrika Ekulona) као Тејлорина сестра.
- Кристина Антони (Christina Anthony) као Велма, Тејлорина сестра.
- Одеља Халеви (Odelya Halevi) као Вилоу, Инстаграм модел који сарађује са Мишом и Џејдина пријатељица.
- Кевин Вилијам Паул (Kevin William Paul) као Миша, Вилоуин колега на Инстаграму, који се спријатељи са Џејд.